# Fotonovela

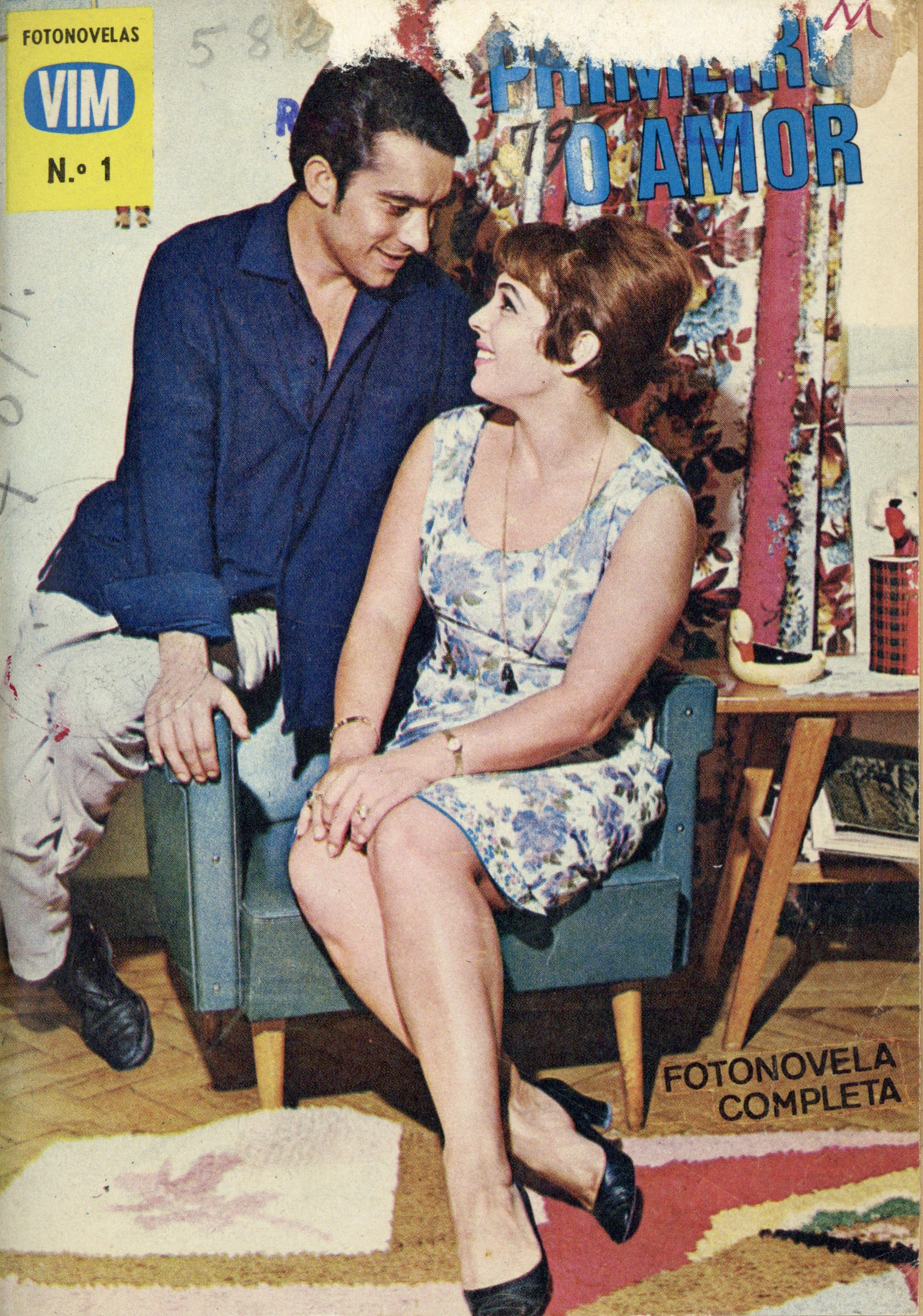
Fotonovelas Vim

Fotonovelas são novelas em quadrinhos que utilizam fotografias em vez de desenhos, de forma a contar, sequencialmente, uma história.
No Brasil, as fotonovelas tiveram um mercado cativo por mais de 25 anos, entre os anos 1950 e 70, representando a ideia de uma imprensa popular feminina, com milhões de leitores de histórias publicadas em revistas com grande circulação nacional.

## Fotonovela no Brasil
A primeira revista de fotonovela publicada no Brasil foi "Encanto", pois embora "Grande Hotel" circulasse desde 1947, só em seu nº 210, de 31 de julho de 1951, publicou a primeira fotonovela, intitulada "O primeiro amor não morre". 
Nos anos 1970, mais de 20 revistas de fotonovelas chegaram a circular no Brasil, publicadas por várias editoras: Bloch, Vecchi, Rio Gráfica, Abril e Prelúdio, sendo que, na época, ao contrário das demais editoras que importavam as fotonovelas da Itália, a Bloch produzia suas fotonovelas no Brasil, com a revista "Sétimo Céu".
Em pesquisa de 1974, as revistas de fotonovela só eram superadas, em venda, pelas revistas de quadrinhos infantis. A revista "Capricho", da Editora Abril, era na época a mais vendida (média quinzenal de 211.400 exemplares), perdendo apenas para "Pato Donald", "Mickey" e "Tio Patinhas" (cada uma com uma média periódica aproximada de 400 mil exemplares).
Em 1975, o Instituto Verificador de Circulação analisou a receptividade que as revistas de fotonovelas tinham em todo o país, na venda avulsa. A revista "Capricho" vendia quinzenalmente 273.050 exemplares, sendo que possuía, em todo o país, apenas três assinaturas. Com fotonovelas italianas, "Capricho" também vendia em Portugal e colônias ultramarinas, num total de 11.186, com apenas um assinante, anônimo. Super Novelas Capricho, com circulação quinzenal, vendia 104.903 exemplares, com apenas dois assinantes no Brasil, "Ilusão" vendia quinzenalmente 108.319 exemplares, e "Noturno", com venda mensal de 72.007<Idem, ibidem>.

## Características
A fotonovela apresenta uma narrativa que utiliza em conjunto a fotografia e o texto verbal. Como nas histórias em quadrinhos desenhadas, cada quadrinho da sequência corresponde a uma cena da história, no caso, corresponde a uma fotografia acompanhada da mensagem textual.
São, em geral, publicadas no formato de revistas, livretos ou de pequenos trechos editados em jornais e revistas, e algumas são divididas em capítulos que, geralmente, têm um desfecho próprio, uma espécie de cliffhanger, que cria suspense e curiosidade no leitor, levando-o a comprar a continuação.
A característica principal das histórias é a intriga sentimental, geralmente apresentando uma heroína de origem humilde que luta por um amor difícil e complicado, alcançando seu objetivo de felicidade no final da narrativa. As personagens são pouco trabalhadas psicologicamente, com características maniqueístas e as consequências são sempre estereotipadas.
Críticos e estudiosos consideraram a fotonovela, quase sempre, como um "subgênero da literatura". Entre os anos 1967 e 1971, Angeluccia Bernardes Habert, como tese de doutoramento no Departamento de Sociologia da Universidade de São Paulo, pesquisou o campo das fotonovelas, resultando o "estudo de uma forma de literatura sentimental fabricada para milhões", subtítulo que deu à "Fotonovela e Indústria Cultural", editada pela Vozes (1973).

## Principais revistas de fotonovelas no Brasil
- Capricho (Editora Abril)
- Grande Hotel (Editora Vecchi)
- Contigo
- Sétimo Céu (Editora Bloch)
- Carinho

## Atores brasileiros de fotonovelas
- Elisângela
- Susana Vieira